# Johann Amerbach
Johann(es) Amerbach (Amorbach, Welcker, znany także jako Hans Fenediger; ur. ok. 1443 w Amorbach, zm. 25 grudnia 1513 w Bazylei) – bazylejski drukarz i humanista, jeden z najważniejszych wydawców, drukarzy i sprzedawców książek renesansu. Protoplasta rodu Amerbachów, bazylejskich uczonych.

## Życiorys
Prawdopodobnie był synem Petera Welckera, burmistrza frankońskiego miasta Amorbach w diecezji würzburskiej, gdzie urodził się między 1440 a 1445 rokiem (dla roku 1495 poświadczone są w księgach rachunkowych Amorbach dwukrotne odwiedziny w mieście osoby nazwanej w nich "Meister Hans Welckers von Basel"). Od nazwy miasta pochodzi nazwisko, którym się później posługiwał (w jego drukach po roku 1478 "Johannes de Amerbach").
Studiował w Paryżu, gdzie poznał też podstawy nowo powstałej sztuki drukarskiej (najprawdopodobniej jest to osoba identyczna ze znanym źródłom Johannesem Welkerem z diocaesis Herbipolensis). Tam jego nauczycielem był Johannes Heynlin de Lapide (von Stein), zapoznał się także z drukarzami niemieckimi. Heynlin był pierwszym drukarzem paryskim, a także reprezentującym tradycje scholastyczne filozofem i teologiem, przedstawicielem realizmu na gruncie sporu o uniwersalia. W Paryżu w 1461 roku Amerbach (tj. Johannes Welker) uzyskał bakalaureat, a w 1462 tytuł magistra sztuk. 
W czasie studiów nabył doskonałą znajomość łaciny i podstawy greki. Po ukończeniu studiów paryskich udał się do Włoch, prawdopodobnie przez jakiś czas studiował w Rzymie, następnie w latach 1462-1465 przebywał w Wenecji, gdzie pracował jako drukarz.

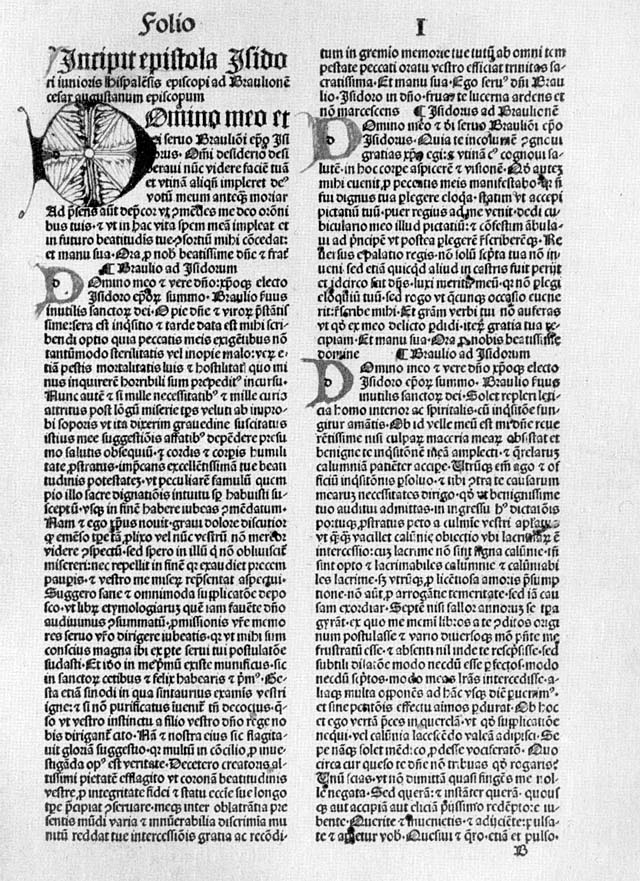
Etymologie Izydora z Sewilli w bazylejskim wydaniu Amerbacha z 1489

W Bazylei, gdzie początkowo posługując się nazwiskiem Hans Fenediger (Venediger) / Hans von Venedig (Hans Wenecjanin / Hans z Wenecji) pracował jako drukarz, osiadł w 1475 roku. Od 1478 drukował jako Johannes de Amerbach. Doszedł do znacznego majątku i wielkiego znaczenia w życiu miasta. W roku 1481 został członkiem cechu, korporacji Safran (niem. Safranzunft), w 1484 obywatelem Bazylei. Prawa obywatelskie zakupił 5 maja 1484 roku (jako "Meister Hanns von Emmerpach der Trugker"). W okresie tym płacił podatki w wysokości tysiąca florenów.
Kupił też w 1482 roku dom. Rodzinny dom Amerbachów, położony w Kleinbasel Haus zum Kaiserstuhl, dziedziczony był przez pokolenia – w jego projektowaniu brał udział przyjaciel rodziny Hans Holbein, jako siedziba rodzinnego zbioru sztuki (Amerbach-Kabinett) miał on stać się podstawą zbiorów bazylejskich muzeów. Nieopodal domu znajdował się klasztor kartuzów St. Margarethental – ród Amerbachów był z nim silnie związany duchowo i towarzysko.
21 września 1483 roku poślubił obywatelkę Bazylei, wdowę Barbarę Ortenberg, córkę radnego Bazylei Leonharda Ortenberga. Z Barbarą Ortenberg Johann miał trzech synów, Bruna (1484-1519), Basiliusa (1488-1535) i Bonifaciusa (1495-1562), córkę zmarłą w dzieciństwie oraz córkę Margarete (1490-1541; jej imię pochodzi od patronki klasztoru St. Margarethental). Synowie i dalsi potomkowie Johanna należeli do najwybitniejszych uczonych renesansowych Niemiec. Ród Amerbachów rozwinął szeroką sieć stosunków zawodowych i towarzyskich z uczonymi całej Europy.
Amerbach zmarł 25 grudnia 1513 roku, w czasie prac nad jego największym dziełem – wydaniem zbiorowym wszystkich pism doktorów Kościoła. Pochowany został w bazylejskim klasztorze kartuzów.
Po śmierci Johanna jego dzieło kontynuowali nie jego synowie, ale najbliższy współpracownik i uczeń, Johannes Froben, choć aktywa firmy odziedziczyli synowie, a ojciec żywił nadzieję, że kontynuować będą oni dzieło jako jego opiekunowie naukowi, podczas gdy Froben będzie czuwał nad jego aspektami technicznymi i finansowymi. Bruno zmarł jednak młodo, w wieku 35 lat, Basilius pomagał wprawdzie w pracy Frobena nad wydaniem św. Hieronima, ale bez większego zaangażowania, Bonifacius zaś wcale nie wziął udziału w przedsięwzięciu, wybierając karierę profesora prawa.

## Dzieło
Amerbach drukował głównie autorów klasycznych i humanistycznych. Pracował także nad wielkim wydaniem Pisma Świętego i dzieł Ojców Kościoła. Niewiele natomiast opracował edycji dzieł w języku niemieckim.
Najważniejszym współpracownikiem Amerbacha był jego paryski nauczyciel Johannes Heynlin, który osiadł w Bazylei. Dla Amerbacha pisał on przedmowy i komentarze do wydawanych przez niego dzieł oraz poszukiwał dla niego rzadkich manuskryptów i poprawiał ich teksty. To Heynlin zainicjował projekt wydania w drukarni Amerbacha wielkiego wydania zbiorowego pism Ojców Kościoła. Wspierał jego zainteresowanie dziełami starożytności chrześcijańskiej i pogańskiej. To dzięki niemu Amerbach nawiązał kontakty z bazylejskimi kartuzami. Klasztor kartuzów posiadał bardzo bogate zbiory manuskryptów, rozwinięte w czasach soboru bazylejskiego – zbiory te przez długie lata stanowiły podstawę projektów wydawniczych Amerbacha. W zamian za udostępnienie manuskryptów kartuzi wzbogacili się o dary książkowe. Henlin wywierał pewien wpływ na Amerbacha także w kwestiach dotyczących typografii, takich jak dobór czcionek.
Stale współpracował z wielu innymi drukarzami i uczonymi – należeli do nich przede wszystkim Sebastian Brant, Johannes Reuchlin, Beatus Rhenanus, Johannes Trithemius ze Sponheim, Jakob Wimpfeling. Jego kontakty zawodowe objęły znaczną część Europy, korespondował i współdziałał z drukarzami, księgarzami i wydawcami Paryża, Norymbergi i Londynu. Brant drukował u Amerbacha swoje poezje. Reuchlin miał ogromny udział w przygotowaniu wydania bazylejskiego pism św. Augustyna i św. Hieronima. Zbiorowe wydanie dzieł doktorów Kościoła (św. Augustyna, św. Hieronima, św. Grzegorza Wielkiego i św. Ambrożego) było najrozleglejszym i najtrudniejszym dziełem Amerbacha. Wydanie to wspierało wielu innych uczonych, przede wszystkim Erazm z Rotterdamu (w 1514 Erazm, prawdopodobnie wiedząc o przygotowanym wydaniu Hieronima, zamieszkał w Bazylei), a także Matthaeus Adriani.
Po roku 1500 drukarnię prowadził razem z Johannesem Frobenem i Johannesem Petri. Sukcesorem Amerbacha jako drukarza był przede wszystkim jego uczeń Froben, synowie tylko krótko trudnili się tym zawodem. Drukarnia Amerbacha przygotowywała dzieła wielkiego formatu, prócz doktorów Kościoła np. Pismo Święte z glosami i postyllami (na zlecenie Antoniusa Kobergera) czy wydanie prawa kanonicznego (Corpus juris canonici). Amerbach zmarł zanim zakończył edycję św. Hieronima – prace były jednak już na tyle zaawansowane, że z pomocą Erazma Froben mógł je wydac już w roku 1516.
Korespondencja rodu Amerbachów jest cennym źródłem historycznym. Amerbachkorrespondenz, jej monumentalne wydanie (liczące do tej pory dziesięć tomów w dwunastu woluminach, wciąż nieukończone) ukazuje się od 1942 roku. Obszerny wybór listów Johanna Amerbacha oraz jego rodziny i współpracowników dostępny jest także w przekładzie angielskim Barbary C. Halporn The Correspondence of Johann Amerbach. Early Printtings in Social Context (Ann Arbor 2000), z przedmową i rozległymi komentarzami tłumaczki.